# Надін Гордімер
Надін Гордімер (англ. Nadine Gordimer; 20 листопада 1923, Спрінґс, провінція Ґаутенг, колишня Трансвааль, за 50 км від Йоганнесбурга — 13 липня 2014, Йоганнесбург, ПАР) — південноафриканська англомовна письменниця. Лавреатка Нобелівської премії з літератури 1991 року, «яка своїм прекрасним епосом принесла величезну користь людству».

## Біографія і творчість
Надін Гордімер народилася 20 листопада 1923 року в містечку Спрінґс, що розташоване в провінції Гаутенг. Батько Гордімер був єврейського походження, мати — англійка. Надін виросла в привілейованому англомовному середовищі білих, проте була дуже чутливою до расових та соціально-політичних проблем Південної Африки.
Перше оповідання вона написала у 9-річному віці під враженням обшуку поліції в кімнаті темношкірої покоївки. Гордімер з часом вирішила боротися проти апартеїду своїми творами. Політично вона була близька до Африканського національного конгресу та Нельсона Мандели. Її твори є важливим свідченням складної історії ПАР минулих десятиліть. Водночас твори Гордімер приваблюють своєю ліричністю й талановито відтвореними пейзажами Південної Африки.
Після ліквідації режиму апартеїду Гордімер призвичаїлася до нового життя країни, проте й надалі сюжети своїх творів шукає переважно в минулому ПАР. Вона опублікувала 13 романів, більше 200 оповідань, збірки есеїстики та літературно-критичних статей.
26 жовтня 2006 року на Гордімер було вчинено розбійницький напад, але письменниця відбулася лише незначними пошкодженнями.

## Відзнаки
- 1974 Букерівська премія
- 1974 Літературна премія Центрального інформаційного агентства (ПАР)
- 1984 Премія Американської Академії в Римі[4]
- 1985 Премія імені Неллі Закс
- 1988 Книжкова премія Анісфілд-Вольф
- 1991 Нобелівська премія з літератури
- 1996 Міжнародна Ботевська премія (Болгарія)[5]
- 2001 Премія Співдружності
- 2001 Премія імені Примо Леві
- 2001 Премія Американської бібліотечної асоціації
- 2003 Міжнародна книжкова премія Корін
- 2007 Орден Почесного легіону (Франція)

### Романи
- Брехливі дні(англ. The Lying Days) (1953)
- Земля чужинців (англ. A World of Strangers) (1958)
- Принагідна любов (англ. Occasion for Loving) (1963)
- Загублений буржуазний світ (англ. The Late Bourgeois World) (1966)
- Почесний гість (англ. A Guest of Honour) (1970)
- Зберігач (англ. The Conservationist) (1974) — лауреат Букерівської премії 1974
- Дочка Бургера (англ. Burger's Daughter) (1979)
- Народ Джулії (англ. July's People) (1982)
- Іграшка природи (англ. A Sport of Nature) (1987)
- Історія мого сина (англ. My Son's Story) (1990)
- Поруч зі мною — нікого (англ. None to Accompany Me) (1994)
- Домашня рушниця (англ. The House Gun) (1998)
- The Pickup (2001)
- Get a Life (2005)

### Збірки оповідань
- Face to Face (1949)
- Town and Country Lovers
- The Soft Voice of the Serpent (1952)
- Six feet of the Country (1956)
- Not for Publication (1965)
- Livingstone's Companions (1970)
- Selected Stories (1975)
- No Place Like: Selected Stories (1978)
- A Soldier's Embrace (1980)
- Something Out There (1984)
- Correspondence Course and other Stories (1984)
- The Moment Before the Gun Went Off (1988)
- Jump: And Other Stories (1991)
- Why Haven't You Written: Selected Stories 1950—1972 (1992)
- Something for the Time Being 1950—1972 (1992)
- Loot: And Other Stories (2003)

### Постановки
- The First Circle (1949). Опубліковано в Six One-Act Plays by South African Authors

### Есеї
- The Essential Gesture (1988)
- The Black Interpreters (1973)
- Writing and Being (1995)

### Інші твори
- On the Mines (1973)
- Lifetimes Under Apartheid (1986)
- «Choosing for Justice: Allan Boesak» (1983) (документальний фільм з Гуго Кассірером)
- «Berlin and Johannesburg: The Wall and the Colour Bar» (документальний фільм з Гуго Кассірером)

### Адаптація творів Гордімер
- «The Gordimer Stories» (1981—1982) — адаптація семи оповідань; на основі чотирьох з них Гордімер написали сценарії.